# 16445 Klimt
A 16445 Klimt (ideiglenes jelöléssel 1989 GN3) a Naprendszer kisbolygóövében található aszteroida. Eric Walter Elst fedezte fel 1989. április 3-án.